# Marketing lojalnościowy
Marketing lojalnościowy – rodzaj podejścia do marketingu, bazujący na przesłankach z obszaru zarządzania strategicznego, w którym przedsiębiorstwo koncentruje się na pozyskaniu nowych i utrzymaniu dotychczasowych klientów oraz budowaniu efektywnych relacji z partnerami biznesowymi, poprzez motywowanie i nagradzanie pożądanych zachowań. Subiektywnie postrzegana przez klienta wartość oferty jest konstruowana przy pomocy technik budowania świadomości marki, marketingu produktu i właśnie marketingu lojalnościowego. Ostateczna decyzja konsumenta o wyborze i zakupie danego produktu jest podejmowana w oparciu o przekaz płynący z tych trzech obszarów marketingu.
Pojęcie lojalności w obszarze marketingu rozwija się od wielu lat, ale popularne jako nośnik oferty handlowej i reklamy stało się dopiero w drugiej połowie lat 90. XX wieku. Doświadczeni praktycy, jak na przykład Fred Reichheld, podkreślają silną korelację pomiędzy zaangażowaniem w marketing lojalnościowy a aktywnością konsumentów w obrębie rynku. W ostatnich latach wszelkie działania zmierzające do zwiększenia satysfakcji klienta, zostały połączone lub zastąpione przez marketing lojalnościowy. Dla opinii publicznej w Polsce najbardziej widocznym przykładem są programy prowadzone przez sieci stacji paliw i sklepów wielkopowierzchniowych.

## Historia

### Detaliczne elementy wsparcia sprzedaży

#### Gadżety
Pierwsze programy lojalnościowe polegały na wymianie dowodów zakupu (np. rachunek za konkretny produkt lub faktura za zakup w konkretnym sklepie) na nagrody rzeczowe. Nagrody stanowiły zazwyczaj gadżety wyprodukowane wyłącznie do celów promocyjnych.

#### Wczesne programy z bonusami
W roku 1793 kupcy w Stanach Zjednoczonych zainicjowali działania o charakterze lojalnościowym polegające na wydawaniu klientom miedzianych żetonów, które można było zbierać i wymieniać na produkty. Praktyka ta okazała się niezwykle skuteczna i była wykorzystywana przez wielu przedsiębiorców w XIX wieku. B. A. Babbit Company producent mydła do prania Sweet Home, dołączał do opakowania certyfikaty, które można było zbierać i wymieniać na kolorowe litografie. W 1872 Grand Union Tea Company zaczęła dołączać do opakowań herbaty specjalne bilety, które można było zbierać i wymienić na produkty z katalogu Grand Union.

#### Znaczki handlowe
Pierwsze znaczki handlowe zostały wprowadzone w 1891 roku w ramach Blue Stamp Traiding System (systemu handlowego niebieskich znaczków). System polegał na zbieraniu znaczków w specjalnych broszurach/książeczkach, które po wypełnieniu można było wymieniać na produkty firmowe. Speery and Hutchinson Company, założona w 1896 roku w Jackson w stanie Michigan, była pierwszym niezależnym dostawcą znaczków handlowych do różnych firm, w szczególności pasmanterii i stacji paliw, a później supermarketów. W 1897 firma, nazywana często S&H Green Stamps (od koloru znaczków), otworzyła pierwsze centrum wymiany, w którym za broszury wypełnione znaczkami można było otrzymać artykuły gospodarstwa domowego, produktu przydatne w kuchni oraz osobiste gadżety. Po II wojnie światowej pojawiło się więcej przedsiębiorstw prowadzących własne systemy znaczkowe i programy znaczkowe zdobyły w USA ogromną popularność. Systemy te były przeznaczone głównie dla supermarketów i innych firm detalicznych.

#### Marketing lojalnościowy skierowany do dzieci
Marketerzy w branży spożywczej skierowali swoje programy do dzieci, aby w ten w sposób wpłynąć na decyzje ich rodziców. Kellogg Company, producent płatków kukurydzianych, jako pierwszy zaczął dołączać do swoich produktów bonus dla dzieci, w postaci ilustrowanej książki „The Funny Jungleland Moving Pictures Book”. Początkowo książka proponowana była klientom, którzy zdecydowali się na zakup dwóch opakowań płatków naraz, później zmieniono sposób dystrybucji na przesyłkę pocztową – za opłatą 10 centów klient otrzymywał nagrodę do domu. W ciągu 23 lat ponad 2,5 miliona książek (kilka edycji) trafiło do rąk dzieci.
Na początku II wojny światowej rozgłośnie radiowe pełniły istotną rolę w promocji i dystrybucji nagród lojalnościowych. Były to przeważnie zabawki ściśle powiązane z audycjami radiowymi, najpopularniejszą z nich był Kapitan Midnight. Początkowo sponsorem słuchowiska była firma paliwowa Skelly Oil, a miejscem składania formularzy były stacje benzynowe. Następnie sponsorowanie Kapitana Midnight przejął producent mleka smakowego Ovaltine. Nagrody Kapitana Midnight oraz członkostwo w jego „Sekretnym Szwadronie” można było uzyskać zbierając etykiety i foliowe nakładki na butelki.

#### Opakowania
W 1929 roku Betty Crocker (marka produktów spożywczych) wprowadziła kupony, które mogły być wymieniane na nagrody, np. darmową zastawę stołową. Od 1937 kupony były drukowane na opakowaniach, a następnie program punktowy Betty Crocker uzupełniono o katalog z nagrodami, które klienci mogli zamówić, wymieniając wcześniej zebrane punkty. W 2006 roku ogłoszono, że Katalog Betty Crocker zostanie wycofany z rynku i wszystkie punkty powinny zostać wykorzystane do 15 grudnia 2006. W ten sposób po 77 latach, zakończony został jeden z najstarszych programów lojalnościowych na rynku.

### Gratisy
Gratisy to produkty promocyjne – małe zabawki, gry, karty, którymi można się wymieniać i inne małe gadżety o niskim koszcie produkcji – znajdujące się w opakowaniach produktów określonej marki. Koszt ich wytworzenia wliczony jest w cenę, a celem całej operacji jest zwiększenie sprzedaży.

#### Wkładki do papierosów
Jednym z najwcześniej stosowanych gratisów były karty wkładane do paczek papierosów. Miały podwójną rolę, po pierwsze usztywniały paczkę, chroniąc zawartość; po drugie były elementem promocyjnym zawierającym hasła reklamowe. Firma Allen and Ginter (Stany Zjednoczone) w 1886 oraz firma W.D. & H.O. Willis (Wielka Brytania) w 1888 były pierwszymi firmami tytoniowymi, które drukowały reklamy na usztywniających kartach. Kilka lat później na kartach pojawiły się litografie o charakterze encyklopedycznym: począwszy od przyrody, przez militaria, po sport – tematy były dobierane tak, aby trafiały w gusta palących mężczyzn. Do 1900 roku powstały tysiące zestawów kart wyprodukowanych przez 300 różnych firm. Podążając za sukcesem kart dodawanych do papierosów, producenci innych towarów zaczęli drukować i dołączać je do swoich produktów. II wojna światowa położyła kres kartom dołączanym do papierosów, ze względu na ograniczone możliwości produkcji i reglamentacje papieru. Po wojnie karty już nigdy nie powróciły w pierwotnej formie. W późniejszych latach w Zjednoczonym Królestwie pojawiły się kolekcjonerskie karty dołączane do herbaty, a w Stanach Zjednoczonych karty dołączane do gum do żucia.

#### Od kart reklamowych do kolekcjonerskich
Pierwsze karty baseballowe były kartami reklamowymi prezentującymi drużynę Brooklyn Atlantics. Drukowane były od 1868 na zlecenie Peck and Snyder, producenta sprzętu sportowego m.in. do baseballa. W 1869 roku karty Peck and Snyder zaprezentowały szerokiej publiczności pierwszą zawodową drużynę w USA, Red Stockings. Większość kart baseballowych na początku XX wieku można było znaleźć w opakowaniach słodyczy lub papierosów produkowanych przez takie firmy jak Breisch-Williams (wyroby cukiernicze) z Oxford w Pensylwanii, American Caramel Company (wyroby cukiernicze), Imperial Tobacco Company of Canada (wyroby tytoniowe), czy Cabañas producenta cygar z Kuby. Wśród zestawów kart, za najpopularniejszy jest uznawany przez kolekcjonerów zestaw kart baseballowych, znany jako T-106, i dystrybuowany przez American Tobacco Company w 1909. W 1933 Goudey Gum Company z Bostonu wprowadziła karty baseballowe zawierające na odwrocie biografie zawodników i jako pierwsza umieściła jest w gumach balonowych. W 1948 Bowman Gum z Filadelfii wprowadziła swoje pierwsze kart i tym samym stała się ich czołowym dostawcą na lata 1948–1952.

#### Współczesne opakowania
Najbardziej znaną kampanią w Stanach Zjednoczonych, opartą na gadżetach, jest kampania firmy Cracker Jack produkującej popcorn. Gadżety są umieszczane w każdej paczce wyprodukowanej przez firmę od 1912. Will Keith Kellogg był pierwszym, który wprowadził gadżety do pudełek płatków śniadaniowych. Jego strategia marketingowa polegała na produkowaniu tysięcy różnych gadżetów, które dystrybuował w dziesiątkach bilionów. Frito-Lay jest światową ikoną w dziedzinie gadżetów umieszczanych w opakowaniach z produktami. Poza faktem, że jest obecnie właścicielem firmy Cracker Jack produkującej popcorn i znanej z kampanii „Prize Inside” (gadżet wewnątrz), Frito-Lay regularnie umieszcza w opakowaniach chipsów Lay's krążki tazo oraz tatuaże. W niektórych krajach Ameryki Łacińskiej Frito-Lay wprowadziła markę Cheetos Sorpresa, czyli Cheetos Niespodzianka, kampania polega na umieszczaniu licencjonowanych gadżetów filmowych, telewizyjnych oraz związanych z grami video, w każdej 29-gramowej paczce.

### Pionierzy marketingu bezpośredniego

#### Ward: ojciec katalogów wysyłkowych
Wprowadzając katalog wysyłkowy Aaron Montgomery Ward stworzył podwaliny marketingu bezpośredniego, a tym samym przestrzeń dla rozwoju globalnej sieci zamówień pocztowych, przy pomocy e-maila, telemarketingu czy poprzez media społecznościowe współcześnie. Ward i jego wieloletni konkurent Sears zmienili kierunek rozwoju amerykańskiego rynku i wprowadzili koncepcję indywidualizmu w konsumpcjonizmie, pozwalając tym samym dzisiejszym konsumentom na przejęcie kontroli nad zachowaniami konsumpcyjnymi przy jednoczesnym zachowaniu prywatności. Dziś rynek katalogów wysyłkowych zainicjowany przez Warda wyceniany jest na 100 bilionów dolarów, generuje ponad dwa tryliony zysku i zapewnia około 10.9 miliona miejsc pracy.

#### Wunderman: geniusz marketing bezpośredniego
Aaron Montgomery Ward, ojciec katalogów wysyłkowych, wiedział, że technika polegająca na bezpośredniej sprzedaży po atrakcyjnych cenach może zrewolucjonizować rynek i stać się innowacyjnym modelem służącym budowaniu lojalności klientów. Termin marketing bezpośredni powstał na długo po jego śmierci. W 1967 Lester Wunderman zdefiniował marketing bezpośredni. Wunderman uznawany za ojca współczesnego marketingu bezpośredniego stoi również za wprowadzeniem bezpłatnego numeru 1–800 oraz wielu programów bazujących na sprzedaży wysyłkowej, m.in. dla Columbia Record Club czy American Express.

### Współczesne programy z nagrodami

#### Programy lojalnościowe linii lotniczych
1 maja 1981 American Airlines rozpoczęło pierwszy kompleksowy program lojalnościowy dla klientów linii lotniczych. Program nosił nazwę AAdvantage i był pierwszym programem typu frequent flyer. Wierni klienci, którzy często korzystali z usług linii lotniczych, mogli zbierać przebyte w powietrzu mile i wymieniać je na bezpłatne loty. Wiele linii lotniczych i innych przewoźników dostrzegło ogromną wartość w programach zachęcających klientów do wierności jednej firmie. W kilka lat wiele przedsiębiorstw z branży turystycznej wprowadziło podobne programy. Program AAdvantage może się obecnie pochwalić ponad 50 milionami aktywnych uczestników.

#### Oferty powiązane z kartami kredytowymi/debetowymi
Na początku roku 2010 pojawił się nowy model marketingu lojalnościowego polegający na powiązaniu ofert lub promocji bezpośrednio z daną kartą kredytową/debetową i późniejszym nagradzaniu za dokonane zakupy. Tego typu techniki wprowadzili między innymi American Express, Groupon, Cartera Commerce, Cardlytics, Clovr Media, czy Offermatic. Aby móc korzystać z tego typu programu, należy się do niego zapisać i udostępnić informacje o karcie kredytowej/debetowej. Gdy konsument przeszukując sieć, oglądając telewizję, korzystając z telefonu komórkowego lub czytając gazetę znajdzie ofertę objętą programem może kliknąć, zapisać lub zeskanować QR Code, aby zamówić produkt i zapłacić za niego od razu przy pomocy karty zarejestrowanej w programie. Po dokonaniu zamówienia transakcja zostaje natychmiast wykonana. Oferty są przeważnie oparte na preferencjach klienta lub bazują na historii zamówień.

#### Łączone programy lojalnościowe
Ostatnio zauważa się odejście od schematów opartych na wyłączności w kontaktach klient-sprzedawca. Coraz częściej możne spotkać programy, w których jednokrotna rejestracja pozwala na uczestniczenie w programach kilku firm lub kilku różnych branż. Jako przykład może posłużyć Punchd (od 2011 należy do Google) lub MazeCard.

## Wpływ marketingu lojalnościowego
Wiele programów lojalnościowych zmieniło sposób, w jaki konsumenci wchodzą w interakcję z marką, i ile pieniędzy są gotowi przeznaczyć na produkty danej firmy. Wielu konsumentów w Stanach Zjednoczonych i Europie przyzwyczaiło się już do nagród i innych zachęt oferowanych w ramach programów opartych na kartach lojalnościowych proponowanych przez linie lotnicze, hotele czy wypożyczalnie samochodów. Badania Chrisa X. Moloneya pokazały, że prawie połowa posiadaczy kart kredytowych w Stanach Zjednoczonych korzysta z programów opartych na zbieraniu punktów i wymienianiu ich na nagrody. W ostatnich latach ostra rywalizacja o zamożnego klienta sprawiła, że firmy korzystające z programów lojalnościowych wprowadziły dodatkowe nagrody specjalne. Programy AAdvantage i Starwood Hotels’ Preferred Guest otrzymały nawet branżowe nagrody przyznawane przez Inside Flyer Magazine i jego wydawcę Randy’ego Petersena za wprowadzenie nagród wysoko cenionych przez klientów.

## Bezpośrednie rekomendacje klientów
W swojej książce Loyalty Rules! Fred Reichheld opisuje szczegółowo wpływ bezpośrednich poleceń/rekomendacji klientów na wzrost i zysk dziesiątek czołowych firm Stanów Zjednoczonych. Twierdzi, że ilość zwolenników i aktywnych klientów polecających daną firmę najlepiej świadczy o jej efektywności. Chris X. Moloney zaprezentował wyniki badań pokazujące ogromną wartość działań skierowanych na promowanie, badanie i mierzenie poleceń wśród klientów (Loyalty World London 2006).